# Natação nos Jogos Olímpicos de Verão da Juventude de 2014 - 800 m livres Rapazes
As provas de natação' dos' 800 m livres de rapazes nos Jogos Olímpicos de Verão da Juventude de 2014 decorreram a 21 de Agosto de 2014 no natatório do Centro Olímpico de Desportos de Nanquim em Nanquim, China. O Ouro foi conquistado por Akram Ahmed do Egipto, o ucraniano Mykhailo Romanchuck foi Prata e o Bronze foi conquistado por Henrik Christiansen da Noruega.

## Medalhistas
| Ouro   | EGY Akram Ahmed         |
| Prata  | UKR Mykhailo Romanchuck |
| Bronze | NOR Henrik Christiansen |

## Resultados da final
| Pos.              | Linha | Nadador                    | Tempo total | Diferença |
| ----------------- | ----- | -------------------------- | ----------- | --------- |
| Medalha de ouro   | 3     | EGY Akram Ahmed            | 7:54.29     |           |
| Medalha de prata  | 7     | UKR Mykhailo Romanchuck    | 7:56.34     | +2.05     |
| Medalha de bronze | 5     | NOR Henrik Christianssen   | 7:57.07     | +2.78     |
| 4                 | 4     | POL Wojciech Jacek Wojdak  | 8:02.38     | +8.09     |
| 5                 | 8     | GBR Sven Arnar Saemundsson | 8:06.72     | +12.43    |
| 6                 | 2     | FRA Rahiti de Vos          | 8:11.82     | +17.53    |
| 7                 | 1     | SRB Vuk Celic              | 8:14.95     | +20.66    |
| 8                 | 6     | NZL Michael Mincham        | 8:15.47     | +21.18    |